# Harry Nkopeka
Harry Nkopeka (ur. 12 października 1948) – malawijski lekkoatleta specjalizujący się w biegu średniodystansowym.
Brał udział w biegu na 800 metrów i  1500 metrów na Letnich Igrzyskach Olimpijskich 1972, dwukrotnie odpadając w eliminacjach.